# Síndrome de disfunción cognitiva canina
El síndrome de disfunción cognitiva canina (SDC), es una enfermedad prevalente en perros que exhiben síntomas parecidos a los se muestran en humanos con demencia senil o enfermedad de Alzheimer. El SCD, también conocido como demencia senil en perros, crea cambios patológicos en el cerebro que ralentizan el funcionamiento mental de los perros, lo que resulta en la pérdida de memoria, función motora y comportamientos aprendidos durante el entrenamiento inicial en la vida. En el cerebro del perro, la proteína beta-amiloide se acumula, creando depósitos de proteínas llamados placas. A medida que el perro envejece, las neuronas mueren y el líquido cefalorraquídeo llena el espacio vacío dejado por las células nerviosas muertas. El síndrome de disfunción cognitiva canina afecta a perros mayores, especialmente a partir de los 10 años. Aunque no existe una causa conocida para el SCD, se ha demostrado que los factores genéticos contribuyen a la aparición de esta enfermedad.

## Signos clínicos
Los perros con síndrome de disfunción cognitiva canina pueden presentar abundantes síntomas asociados con el comportamiento senil y la demencia. A menudo se encontrarán confundidos en lugares familiares de la casa, pasando largos períodos de tiempo en una misma habitación o área, sin responder a llamadas o comandos y experimentando patrones anormales de sueño. Aunque algunos de estos síntomas pueden atribuirse naturalmente a la vejez, cuando se presentan juntos, existe una mayor probabilidad de SDC.

## Diagnóstico
Para diagnosticar correctamente la SDC en perros, existe una lista de síntomas que, cuando se observan juntos, son indicativos de la enfermedad.
- Desorientación: pérdida de la capacidad para moverse por la casa o recordar la posición de lugares específicos (es decir, muebles, esquinas de las habitaciones)
- Cambios en la interacción: disminución del interés en la interacción social (es decir, caricias, acicalamiento, juego)
- Cambios en el ciclo de sueño / vigilia: inquietud durante la noche, dormir de día
- Problemas de eliminación: defecar en interiores, no hacer señales para salir a orinar.
- Nivel de actividad física: menor interés en estar al aire libre, menor respuesta a los estímulos (por ejemplo, sonidos en casa, personas)

Se debe descartar cualquier causa médica de estos síntomas. Los diagnósticos médicos que pueden contribuir a estos síntomas incluyen trastornos de la tiroides, enfermedad de Cushing, diabetes, enfermedad renal, enfermedad musculoesquelética, cáncer, problemas hepáticos y pérdida sensorial. Además, los problemas de comportamiento en los perros pueden ser factores que influyan en estos síntomas (es decir, falta de adiestramiento en el hogar, falta de interacción social, ansiedad por separación, fobias, agresión y trastornos compulsivos).

## Tratamiento
No existe cura para el síndrome de disfunción cognitiva canina, pero existen ayudas médicas para ayudar a controlar los síntomas atribuidos a la enfermedad a medida que esta avanza. Hay terapias que han demostrado ser una forma importante de control de los síntomas. Así, el aumento del ejercicio, los juguetes nuevos y el aprendizaje de nuevos comandos han mostrado ser beneficiosos en lo que respecta a la memoria. Cambiar la dieta del perro también es una herramienta útil para mejorar la sintomatología del SDC. La medicación es también una de las formas más efectivas de enmascarar los síntomas del SDC. La selegilina es el único fármaco que ha sido aprobado para su uso en perros con disfunción cognitiva canina. Este fármaco se utiliza para tratar a los seres humanos con la enfermedad de Parkinson y ha mostrado una mejora drástica en la calidad de vida de los perros que viven con SDC.

## Precauciones
Para que los perros puedan hacer frente al SDC con la menor frustración posible, es importante hacer que la progresión de la enfermedad sea fácil y sin estrés. El entorno en el que vive el perro es muy importante en el proceso de afrontamiento. Para mantener el entorno familiar para el perro, considere eliminar el desorden en la casa para evitar obstáculos en su camino, utiliza comandos cortos para evitar confusiones, sumerja al perro en sesiones de juego cortas y amigables y desarrolle un horario de alimentación y agua que se ciña a una rutina. Evite cambiar la decoración o reorganizar los muebles de la casa, ya que esto evitará confusiones y problemas para moverse. Cuando se toman estas precauciones, el perro tendrá una mayor probabilidad de vivir más tiempo con los menores efectos posibles del SDC.